# Paramoera carlottensis
Paramoera carlottensis är en kräftdjursart som beskrevs av Edward Lloyd Bousfield 1958. Paramoera carlottensis ingår i släktet Paramoera och familjen Eusiridae. Inga underarter finns listade i Catalogue of Life.